# Ade Alleyne-Forte
Ade Alleyne-Forte (ur. 11 października 1988 w San Fernando) – trynidadzko-tobagijski lekkoatleta, sprinter, brązowy medalista olimpijski z Londynu w sztafecie 4 x 400 m.

## Osiągnięcia
- medalista CARIFTA Games w biegu na 400 m i w sztafecie 4 x 400 m (Bacolet 2005, Providenciales 2007)
- srebrny medal mistrzostw świata juniorów młodszych w sztafecie szwedzkiej (Marrakesz 2005)
- srebrny medal mistrzostw Ameryki Środkowej i Karaibów juniorów w sztafecie 4 x 400 m (Port-of-Spain 2006)[1]
- złoty i brązowy medal mistrzostw panamerykańskich juniorów w sztafecie 4 x 400 m i biegu na 400 m (São Paulo 2007)[2]
- brązowy medal mistrzostw Ameryki Środkowej i Karaibów w sztafecie 4 x 400 m (Cali 2008)[3]
- brązowy medal młodzieżowych mistrzostw NACAC w sztafecie 4 x 400 m (Miramar 2010)
- brązowy medal igrzysk olimpijskich w sztafecie 4 x 400 m (Londyn 2012)[4]
- brązowy medal halowych mistrzostw świata w sztafecie 4 x 400 m (Portland 2016)

## Rekordy życiowe
- Bieg na 400 metrów – 46,13 (Port-of-Spain 2012)
- Bieg na 400 metrów (hala) – 46,88 (College Station 2013)